# Rehabeam Kamehozu
Rapama Rehabeam Kamehozu (* 11. September 1948 in Okatokoveru, Südwestafrika; † 23. März 2013 in Windhoek) war ein namibischer Politiker der SWAPO, Regional-Gouverneur und Bürgermeister. 

## Lebensweg
Kamehozu wurde als Kind von Rehabeam Uazukuani und Maria Kamehozu geboren und wuchs in Grootfontein auf. 1965 machte er seinen Schulabschluss am Augustineum. 1987 bis 1989 studierte Kamehozu am Ruskin College im Vereinigten Königreich auf Lehramt.
1977 heiratete Kamehozu in Lüderitz. Zwei Jahre später wurde er im Rahmen der Apartheidgesetze festgenommen und war 14 Monate in Gobabis inhaftiert. 
Von 1990 bis 1992 war er Regionalkommissar der Region North Central. Von 2004 bis 2010 leitete Kamehozu als Bürgermeister die Stadt Grootfontein. Anschließend führte er bis 2012 unter Staatspräsident Hifikepunye Pohamba die Region Otjozondjupa als Gouverneur, eher bis zu seinem Tod 2013 Gouverneur der Region Omaheke war.
Kamehozu starb 2013 in Windhoek an Krebs. Er hinterließ seine Ehefrau und sechs Kinder.